# Barnum Brown

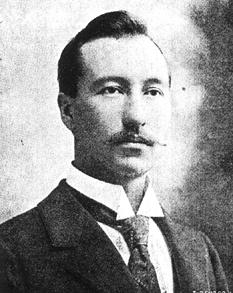
Brown em 1897

Barnum Brown (Carbondale, 12 de fevereiro de 1873 — Nova Iorque, 5 de fevereiro de 1963) foi um paleontólogo estadunidense.

## Vida
Filho de uma família de fazendeiros, seu interesse pelos fósseis começou aos 21 anos de idade, quando recolheu exemplares para Samuel Wendell Williston. Em 1895, descobriu e recolheu um crânio completo de Triceratops que, dois anos depois, foi incorporado ao acervo do Museu de História Natural de Nova Iorque.
Entre 1902 e 1910, escavou em Hell Creek, Montana, onde localizou restos de dinossauros gigantescos, como o Tyrannosaurus rex (um dos maiores terápodes carnívoros do Cretácio), descrito por Henry Fairfield Osborn em 1905, e o Ankylosaurus (1908), outro gigantesco dinossauro do período. A partir de 1910, passou a escavar em Reed Deer River, em Alberta, no Canadá, procurando restos de fósseis do período Cretácio superior.
Em Reed Deer Riber, descobriu vários dinossauros novos como o hadrossauro Corythosaurus, Saurolophus (1912) e Kritosaurus (1914); os ceratópsidos Anchiceratops e Leptocertatops (1914) e o Pachycephalosaurus (1943), um dinossauro ornitópodo de crânio grosso.
Após 1921, trabalhou em sítios arqueológicos no Kansas e em Wyoming, onde estudou restos de dinossauros e pterossauros.

## Descoberta antropoide mais antiga
No início de 1923, Brown viajou com sua então esposa Lilian para Yangon, a capital da então Birmânia. Brown concentrou sua prospecção de fósseis ao longo de áreas de Arenito de Pondaung. Uma mandíbula com três dentes foi registrada e catalogada em uma exposição de arenito fora da cidade de Mogaung. Ele não reconheceu o significado de sua descoberta até 14 anos depois, quando Edwin H. Colbert, da AMNH, identificou o fóssil como uma nova espécie de primata e o mais antigo antropoide conhecido no mundo. Ele nomeou o holótipo Amphipithecus mogaungensis, ou a criatura semelhante a um macaco de Mogaung, mas um debate considerável permanece sobre seu status como primata e a falta de fósseis agrava essa questão.

## Obra (livros e artigos)
- Estratigrafia do Cretácio superior de Hell Creek (Montana) (1907).
- Os Anquilossauros, uma nova família de dinossauros couraçados do Cretácio superior (1908).
- Correlação do Cretácio ao Eoceno no Novo México, Wyoming, Montana e Alberta (1914).
- O fóssil mais antigo encontrado pelo homem? (1926).
- Os mistérios dos dinossauros (1938).
- Répteis voadores (1943).